# Großer Friedrichskopf
Großer Friedrichskopf är ett berg i Österrike.   Det ligger i distriktet Spittal an der Drau och förbundslandet Kärnten, i den centrala delen av landet, 300 km sydväst om huvudstaden Wien. Toppen på Großer Friedrichskopf är 2 611 meter över havet.
Terrängen runt Großer Friedrichskopf är huvudsakligen mycket bergig. Närmaste större samhälle är Lienz, 14,3 km söder om Großer Friedrichskopf. 
Trakten runt Großer Friedrichskopf består i huvudsak av gräsmarker. Runt Großer Friedrichskopf är det ganska glesbefolkat, med 29 invånare per kvadratkilometer.